# Bolboleaus truncatus
Bolboleaus truncatus är en skalbaggsart som beskrevs av Blackburn 1904. Bolboleaus truncatus ingår i släktet Bolboleaus och familjen Bolboceratidae. Inga underarter finns listade.